# Imiennik (film)
Imiennik (tytuł oryg. The Namesake) – film indyjsko-amerykański zrealizowany w 2006 roku przez Mirę Nair, autorkę takich filmów jak Salaam Bombay!, Monsunowe wesele i Bollywood/Hollywood. Film był pokazywany (z sukcesem) na festiwalach w Nowym Jorku i Toronto. W rolach głównych Tabu, Irrfan Khan i Kal Penn. To historia Indusa, który przeżywszy cud ocalenia z katastrofy kolejowej, opuszcza kraj emigrując do Nowego Jorku. To opowieść o głębokiej pełnej miłości więzi małżeńskiej, o życiu na styku dwóch kultur, o poszukiwaniu swojej tożsamości. W centrum filmu pokazano też dramatyczną relację między ojcem a synem, budowanie bliskości, rozmijanie się, tęsknotę za sobą.
Film został wyreżyserowany w oparciu o cieszącą się dużą popularnością i uznaniem krytyków książkę Jhumpa Lahiri (również pod tytułem „The Namesake”. w Polsce Imiennik). Autorkę książki można zobaczyć w filmie.

## Fabuła
Kalkuta. Rodzinę Ashimy (Tabu) odwiedza Ashok Ganguli (Irrfan Khan) z rodzicami. Celem wizyty jest aranżowanie małżeństwa. Wkrótce potem Ashima opuszcza pełen zgiełku, kolorów, ciepła rodzinnych więzi Bengal. Przyleciawszy samolotem do Nowego Jorku otulając się szalami próbuje odnaleźć się w ośnieżonej pustce obcego jej miasta. U boku nieznanego jej jeszcze mężczyzny. Jego pełna czułości, troskliwości i zrozumienia miłość pomaga jej stworzyć na obczyźnie rodzinny dom. Asima i Ashok tęsknią jednak za Indiami i z bólem patrzą, jak ich rodzinne więzi rozluźniają się, jak ich dzieci stają się Amerykanami. Dopiero dramat w rodzinie pomoże odbudować łączącą ich więź. Dzięki niemu Gogol (Kal Penn), syn Ashoka zacznie rozumieć, kim naprawdę jest.

## Motywy indyjskiego kina
- pociąg (Guru (film 2007), Miłość musiała nadejść, Kiedy ją spotkałem, Sholay, Fanaa, Mój kraj)
- katastrofa kolejowa (Wszystko dla miłości)
- przykuty do łóżka
- nauka śpiewu klasycznego (Akele Hum Akele Tum)
- Kalkuta (Parineeta, Yuva) * film kobiety-reżysera
- aranżowane małżeństwo (Saathiya)
- oglądanie narzeczonej {Hey Ram)
- NRI (Non Resident Indians- Pardes)
- ślub hinduski w Bengalu
- lot samolotem (Hum Tum, Mujhse Dosti Karoge!, Podróż kobiety)
- Nowy Jork (Gdyby jutra nie było, Nigdy nie mów żegnaj)
- relacja małżeńska
- śnieg (Roja, Yahaan, Fanaa)
- seks
- szpital
- ciąża (Salaam Namaste)
- imię
- śmierć ojca przyjazd Indusa do Indii (Mój kraj, Pardes, Virasat)
- szkoła
- aranżowanie małżeństwa * przesądy na dworcu
- Tadź Mahal (Wszystko dla miłości)
- wolny związek
- architekt
- przyjęcie urodzinowe (Pardes)
- relacje Indusi- „biali” (Kisna) kulawy (Nigdy nie mów żegnaj)
- telefon
- szpital
- śmierć męża
- wdowa (Water)
- kostnica (Nijam, Vaada)
- relacja między ojcem a synem
- golenie głowy (syna, który stracił ojca)
- pogrzeb hinduski (Pithamagan, Czasem słońce, czasem deszcz)
- rozsypywanie prochów (Veer-Zaara)
- odwołanie ślubu (Wojny domowe)
- ślub hinduski
- noc poślubna (Parinda)
- zdrada

## Obsada
- Tabu – Ashima Ganguli
- Irrfan Khan – Ashoke Ganguli
- Kal Penn – Gogol Ganguli
- Sahira Nair – Sonali Ganguli
- Jacinda Barrett – Maxine Ratliffe
- Zuleikha Robinson – Moushumi Mazoomdar
- Ruma Guha Thakurta – Ashoke's Mother